# Lea Finn
Lena Charlotte Schütz (17 de fevereiro de 1981), mais conhecida por Lea Finn, é uma cantora e compositora alemã.

## Biografia
Schütz é filha de de um guitarrista e de uma cantora de ópera. Na adolescência estava musicalmente ativa. Ela estava envolvida com várias bandas e projetos, e em 2001 ganhou o Bandkontest "Live in Bremen". Com o prêmio em dinheiro ela gravou uma demo e a enviou. Assim, uma produtora de Hamburgo teve conhecimento de Lea.
Em 2003, ela conseguiu um contrato com uma gravadora e levou o álbum em inglês One Million Songs. Ela tomou contato com artistas, acompanhando na turnê de Bryan Adams pela Europa e realizou o show de abertura para bandas como Simply Red e Sting. Ela também fez uma turnê promocional no Brasil, onde o álbum vendeu consideravelmente melhor do que na Alemanha.
Na sequência ela foi para a Suécia, onde ela voltou às suas raízes musicais e escreveu novas canções - em alemão. Na Alemanha, eles foram com membros da banda para o Mar do Norte, a fim de prepará-los com os novos materiais demos, gravar e reproduzir as músicas na frente do público. No verão de 2005, ela conseguiu um contrato de gravação com este material com uma gravadora maior, a Sony BMG. Além disso teve o apoio de Laith Al-Deen no apoio de sua turnê. Lá ela conheceu Florian Sitzmann e Tommy Baldu saber, que fariam parte de sua equipe de produção no futuro. De fevereiro a abril de 2006, ela gravou no estúdio Leas o álbum FINNLand, lançado em fevereiro de 2007.
Lea Finn levou em 9 de fevereiro de 2007 com a música Ich weiß, du weißt, de Stefan Raab, o Bundesvision Song Contest em Bremen.
Desde 2009, Lea Finn trabalha como apresentadora na rádio em Bremen Vier.

## Discografia

### Álbuns
- 2003 - One Million Songs
- 2005 - Akustik Sessions 05
- 2007 - FinnLand

### Singles
- "One Million Songs" (2003)
- "Lying" (2003)
- "Ein Sommermärchen" (2006)
- "Ich weiß, du weißt" (2007)
- "Pack den Sommer ein" (2007)